# 鄧澄
鄧澄（？—？），字于德，號來沙，江西建昌府新城縣人，明朝政治人物。

## 生平
萬曆二十二年（1594年）甲午科江西鄉試舉人，三十二年（1604年）甲辰科進士。大理寺觀政，改翰林院庶吉士，三十五年（1607年）授福建道監察御史，巡按南直，以南直災困，俵馬多艱，為上請改折疏，劾江西稅監潘相、李道。巡視倉場，議裕儲計六事。三十七年（1609年）以疏議輔臣李廷機，出為湖廣按察司僉事，三十九年（1611年）考察罷職。著有《大隱堂》、《清雅堂》、《東園》等集。

## 家族
曾祖鄧光富；祖父鄧約；父鄧鍭。弟鄧渼。